# Andrea Malatesta
Pour les articles homonymes, voir Malatesta.
Andrea Malatesta ou encore Malatesta da Cesena né à Cesana 30 novembre 1373 et mort dans cette même ville le 24 septembre 1416 est un condottiere italien. Seigneur de Cesena, Cervia Bertinoro et Fossombrone. Il était un membre de la puissante maison de Malatesta.

## Biographie
Andrea Malatesta est le frère de Carlo I et Pandolfo III Malatesta, avec lequel il combattit à plusieurs reprises.
En 1385, Andrea Malatesta  hérite de son père Galeotto de Cesena puis Cervia et Bertinoro et en 1388 de Fossombrone.
En 1397, il combat avec 200 chevaliers pour les Bolonais en soutien des Florentins contre Gian Galeazzo Visconti, duc de Milan. Il repousse les troupes d'Alberico da Barbiano puis se porte à la défense de Mantoue où il est toutefois défait par Jacopo dal Verme, qui prend la ville. L'année suivante, échoue avec Braccio da Montone, qui dirigeait un parti d'exilés de Pérouse, dans la tentative de reprendre Mantoue sous la coupe de Biordo dei Michelotti.
En 1398, Malatesta nommé sénateur de Rome par le pape Boniface IX. En 1402, avec son frère Pandolfo III, il entre au service des Visconti et participe à l'expédition contre Bologne et à la bataille de Casalecchio. Après la mort du duc de Milan, il change de camp et est de nouveau embauché par le pape, en 1403 il expulse les Visconti de Bologne. En 1404 il lutte contre Alberico da Barbiano, et en 1406 prend Forlì.
En 1408, Malatesta est de nouveau au service de Giovanni Maria Visconti de Milan, avec la tâche de contrer Facino Cane sur le territoire de Pavie. 
Retour à Cesena, il s'allie avec  Niccolò III d'Este de Ferrare contre le seigneur de Parme, Ottobono Terzi, prenant part à la défaite de ce dernier à Modène par Muzio Attendolo. Retourné à Cesena, en 1413 il fait la guerre à l'antipape Jean XVIII, soutenu par le nouveau roi de Naples Ladislas Ier.
Après d'autres opérations mineures, Malatesta rentre au service de Pérouse, qui le nomme Capitano generale, contre Braccio da Montone. Cependant, tombé malade il est remplacé par son frère Carlo I Malatesta et meurt en septembre 1416.
Sa fille Parisina était la deuxième épouse de Niccolò III d'Este, marquis de Ferrare.